# Centro de Elaboración de Materiales y Estudios Estructurales
El Centro de Elaboración de Materiales y Estudios Estructurales (en francés: Centre d'Élaboration de Matériaux et d'Etudes Structurales), conocido por sus siglas CEMES, es un laboratorio público de investigación del CNRS francés, el equivalente del CSIC en España, ubicado en Toulouse, Francia.

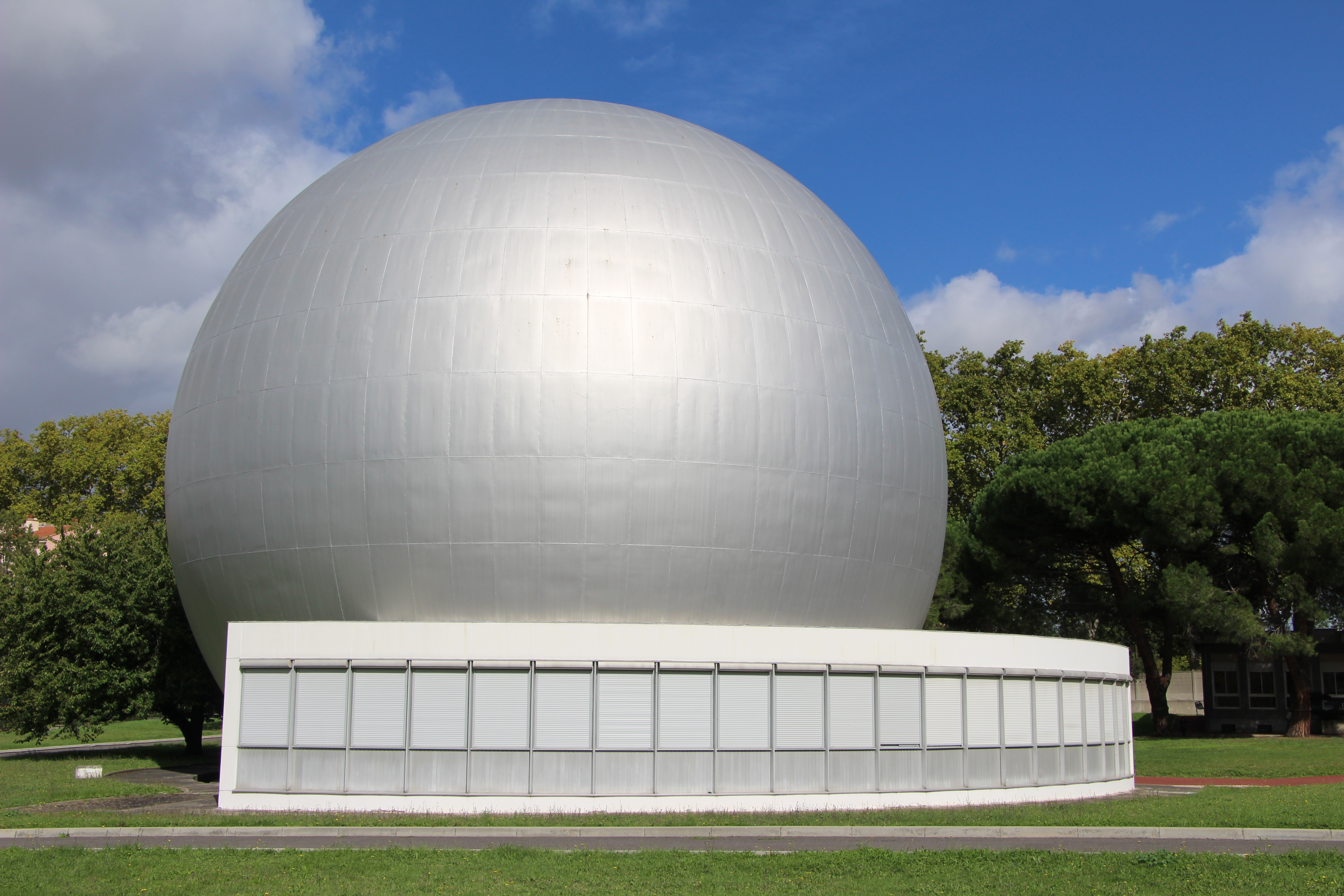
La Boule del CEMES-CNRS

El CEMES es un laboratorio de investigación fundamental en física del estado sólido, nanociencias, química molecular y ciencia de materiales. Su actividad abarca desde la síntesis de (nano)materiales y sistemas moleculares, el estudio y modelización de sus estructuras y propiedades físicas (ópticas, mecánicas, electrónicas y magnéticas), hasta su integración en dispositivos y la manipulación de estos objetos individuales a escala nanométrica o atómica.
La mayor parte de esta actividad se apoya en instrumentación avanzada, razón por la cual un número importante de estudios realizados en este laboratorio tienen como objetivo el desarrollo instrumental y metodológico en los ámbitos de la microscopía electrónica de transmisión (MET), la microscopía de campo cercano y la espectroscopía óptica. Estos temas de investigación y desarrollo integran estudios teóricos y de modelización llevados a cabo a diferentes escalas en el laboratorio. 
El CEMES es un laboratorio del CNRS (Centre national de la recherche scientifique) asociado a la Universidad Paul Sabatier (Universidad de Toulouse III) de Toulouse y al INSA (Institut national des sciences appliquées). Se inauguró en 1988 como sucesor del LOE (Laboratoire d’optique électronique) creado en 1949 por el profesor Gaston Dupouy y trasladado en 1957 a la ubicación actual en la zona de Rangueil de Toulouse a orillas del Canal del Mediodía.
En colaboración con la comunidad académica, el CEMES participa en la formación impartida en la universidad en todos los niveles: grado, máster y doctorado.
El personal del CEMES está integrado actualmente por unas 140 personas (datos de 2024: 40 investigadores CNRS a tiempo completo, 27 catedráticos y profesores universitarios titulares, 33 ingenieros y personal técnico y administrativo, 12 posdoctorandos, 30 doctorandos y numerosos estudiantes de grado).

## Objetivos
1. Estudiar estructuras y propiedades de nanomateriales y nanoestructuras a escala atómica.
2. Establecer relaciones entre nano y microestructuras y las propiedades físicas de diversos tipos de materiales y nanomateriales.
3. Inventar y desarrollar nuevos instrumentos y técnicas de medición y/o metodologías para el estudio de estos (nano)objetos a escalas relevantes (espacial y temporal).
4. Crear y desarrollar prototipos de nanomáquinas moleculares.

## Equipos de investigación
La investigación se desarrolla en siete equipos:
- PPM: Física de la plasticidad y la metalurgia
- M3: Materiales multiescala y multifuncionales
- SINanO: Superficies, interfaces y nanoobjetos
- MEM: Materiales y dispositivos para electrónica y magnetismo
- NeO: Nanoóptica y nanomateriales para óptica
- I3EM: Interferometría in situ e instrumentación para microscopía electrónica
- GNS: Nanociencia

## Principales equipamientos científicos
Los equipamientos de experimentación del CEMES responden a las necesidades de fabricación e imagen de nanoobjetos y de manipulación de sus propiedades físicas: 8 microscopios electrónicos de transmisión (incluidos 2 prototipos) destinados a análisis químico, identificación de defectos, imagen atómica, holografía electrónica y estudios in situ; 7 microscopios de campo cercano (STM 4 puntas, STM baja T UHV, 2 AFM-NC/KPFM, Photon STM, 2 AFM comerciales); 3 difractómetros de rayos X (incluyendo un WAXS y un microdifractómetro de polvo); 4 espectrómetros Raman (visible, UV, TERS...); 3 bancos de mediciones ópticas (fotoluminiscencia, reflectividad, decadencia de fluorescencia, magnetoóptica...); 1 implantador de iones de ultrabaja energía; 2 aparatos de pulverización (uno de los cuales con fuente de nanopartículas), 1 MBE, 1 RIE, diversos aparatos de deposición metálicos, dieléctricos y de pasivación, litografía láser y óptica, 2 FIB (uno de ellos con sistema de litografía electrónica) y varias herramientas de caracterización de materiales.

## La Boule
El llamado La Boule ('la Bola') es un edificio esférico de acero de 25 metros de diámetro, icono del CEMES, construido bajo el impulso de Gaston Dupouy e inaugurado en 1959 por el general Charles de Gaulle, cuyo objetivo fue albergar un microscopio electrónico de 1 millón de voltios que permaneció operativo entre 1960 y 1991. El microscopio original fue posteriormente desmantelado, pero el acelerador de electrones se conserva todavía bajo la bóveda de la esfera.